# Hiro Nakamura
Hiro Nakamura é uma das principais personagens da série de TV estadunidense Heroes, interpretado pelo ator Masi Oka. Hiro possui a habilidade de teletransporte, viagem no tempo e manipulação temporal.

## Informações do personagem
Hiro Nakamura é um funcionário de escritório nascido em Tóquio, Japão. Especificamente um programador nível-3 nas Indústrias Yagamato, morando em Tóquio, Japão. Um dia ele descobre que tem o poder de manipular o tempo e espaço. Hiro é um fã de histórias em quadrinhos e outras obras de ficção. Engraçado e sonhador, Hiro é o personagem que mais tem vocação ao heroísmo contra bandidos, carregando a responsabilidade de usar seus poderes para o bem. Seu melhor amigo é Ando Masahashi. No começo, Hiro fala apenas japonês, e usa Ando como seu intérprete, mas com o progresso da série, seu inglês vagarosamente é melhorado. Hiro também volta para ser seu próprio herói de quando criança, o "verdadeiro" Takezo Kensei. O Blog do Hiro, é mantido pela NBC e escrito no ponto de vista de Hiro, e atualizado após de cada novo episódio, geralmente sobre os acontecimentos do episódio.

## História do personagem
Treze anos antes do início dos acontecimentos, seu pai, Kaito Nakamura, põe Claire nas mãos de Bennet. No momento, Hiro estava com dez anos, e jogando Game Boy, sem prestar atenção em nada.

### Espacinho
Empolgado com estes acontecimentos, Hiro conta ao seu amigo, Ando, suas novas e incríveis habilidades. Hiro se teletransporta para o banheiro feminino do bar, a pedido de Ando, que não olhava o relógio. Vendo Hiro sendo jogado do banheiro feminino, Ando diz que aquilo só prova que Hiro é um pervertido, Hiro vai embora enquanto Ando grita sarcasticamente que Hiro é um "Super Hiro!" Na volta para casa, no trem, ele vê um cartaz de Nova York. A este ponto, o poder de Hiro inesperadamente surge, teletransportando-o para o Times Square.
Hiro parece extremamente feliz de ter usado sua habilidade com sucesso. Numa banca ele descobre uma revista em quadrinhos chamada "9th Wonders!" que o mostra com os braços levantados gritando "Eu consegui!!", uma inacreditável imagem descritiva de Hiro chegando à Nova York. Ele tenta pagar com dinheiro japonês, e corre com a revista. Então Hiro descobre que a história inclui o que já tinha acontecido entre ele e Ando, e a descoberta de suas habilidades. Hiro decide encontrar o artista e escritor, Isaac Mendez.
Hiro visita o endereço de Isaac, descobrindo o corpo morto do artista, parcialmente decapitado, com o cérebro removido. Hiro é preso pela policia e durante o interrogatório descobre que ele havia viajado não apenas pelo espaço, mas pelo tempo também. Era 2 de outubro quando ele deixou Tóquio, e ele chegou a Nova York em 8 de novembro. No momento que ele descobre isto, ele presencia uma catastrófica explosão. Antes do impacto chegar a ele, Hiro volta ao tempo no exato momento que ele deixou Tóquio e se teletransporta de volta ao trem onde ele estava, ainda segurando a revista em quadrinhos que ele havia pego no futuro.

### Missão
Depois de ir ao futuro, Hiro decide que deve salvar o mundo prevenindo a explosão. Hiro então convence Ando que seus poderes são genuínos salvando uma garota de um acidente de carro (assim como na revista em quadrinhos).
Eles pegam um avião para Los Angeles mas vão o resto do caminho de carro, por que isso era o que mostrava na revista. Hiro e Ando então têm várias desventuras em Las Vegas, começando quando Ando decide ir aos cassinos. Ando convence Hiro a usar seus poderes para trapaça, parar o tempo para Ando dar cartas vencedoras nas partidas de poker. Os dois ganham muito dinheiro mas logo foram jogados para fora do cassino e depois pegos pelo jogador que havia sido trapaceado.

## Recepção
UGO Networks listou Hiro como um dos seus melhores heróis de todos os tempos.